# دوبروولسکی (سرزمین آلتای)
دوبروولسکی (به لاتین: Dobrovolsky) یک منطقهٔ مسکونی در روسیه است که در سرزمین آلتای واقع شده‌است.